# Verzegnis
Verzegnis (Verzegnis in friulano standard, Verzegnas nella variante locale) è un comune italiano sparso di 831 abitanti del Friuli-Venezia Giulia, la cui sede comunale si trova nella frazione di Chiaulis.

## Geografia fisica
È uno dei 28 comuni della Carnia, il cui territorio, interamente montano, è in gran parte coperto da vegetazione, in maggioranza faggi e conifere.

## Origini del nome
L'etimologia di Verzegnis è incerta, tuttavia è quantomai naturale osservare che potrebbe essere nient'altro che la polirematica verza e(?) gnaus (letteralmente "verza e(?) rape", in carnico), di modo che si potrebbe ricondurre l'origine per esempio ai prodotti di una possibile coltivazione prevalente in quella zona nel passato. Altre possibili derivazioni fanno riferimento al colore verde, data la grande quantità di vegetazione presente nel comune, o al nome Virginia/Verginna.

## Storia
Un interessante riferimento storico sull'antico ruolo di Verzegnis in Carnia è rappresentato dai resti di una torre (sul colle Mazeit, nella frazione di Villa) portata alla luce in scavi archeologici condotti soprattutto nel biennio 1989-1990 e ripresi nel 2000. Gli studi condotti sui reperti ritrovati collocano temporalmente la costruzione a cavallo tra il XII ed il XIII secolo d.C.
Si ritiene che la torre rientrasse nel sistema di fortificazioni eretto in difesa dei valichi alpini orientali, giacché la sua posizione strategica consentiva il controllo della parte superiore della vallata del fiume Tagliamento, dell'accesso meridionale alla via per Iulium Carnicum ed al Norico. La chiesa di San Martino a Villa viene nominata come pieve per la prima volta nel 1072.

### Le indemoniate di Verzegnis
Verzegnis è noto per i fatti accaduti nell'inverno del 1878. Una ragazza del luogo, tale Margherita Vidusson, manifestò di essere posseduta dal demonio, dando vita ad un'epidemia che coinvolse via via altre 24 ragazze ed un carabiniere: le indemoniate urlavano e bestemmiavano in lingue sconosciute e si ritrovavano dotate di una forza straordinaria ed animalesca. Tutto finì con l'intervento del medico udinese Giuseppe Chiappolino.
Di tali avvenimenti parla il romanzo di Pietro Spirito Le indemoniate di Verzegnis e sono ripresi in un dramma teatrale, Indemoniate, a firma di Giuliana Musso e Carlo Tolazzi.

### Verzegnis: capoluogo della Carnia
Durante la seconda guerra mondiale, a Verzegnis avvenne un fatto singolare: dall'ottobre del 1944 all'aprile del 1945 il paese venne occupato da un reggimento di cosacchi divenendo il "centro" della Carnia.
I cosacchi erano stati reclutati dai nazisti per contrastare il movimento partigiano, molto attivo in Carnia. Più di 1500 persone, tra soldati e civili, giunsero a Verzegnis con cavalli, cammelli ed armenti e vi stabilirono la sede del comando principale del Reggimento Terek-Stavropol'.
Nelle promesse dei tedeschi ai cosacchi in cambio della loro collaborazione, la Carnia, sarebbe dovuta diventare Kosakenland in Nord-Italien e questi secondo tale progetto vi si stabilirono nella parte meridionale della Carnia eleggendo come proprio "capoluogo" il paesello di Villa di Verzegnis, dove il capo supremo delle forze cosacche Pëtr Nikolaevič Krasnov alloggiava.
L'avventura cosacca in Carnia, con particolare attenzione agli accadimenti che riguardarono Verzegnis, è efficacemente narrata da Patrizia Deotto nel suo saggio storico Stanitsa Tèrskaja. L'illusione cosacca di una terra, sulla base di diverse fonti, documenti d'archivio, pubblicazioni e testimonianze dirette. Alla presenza dei cosacchi in Carnia è legata la narrazione nel romanzo L'armata dei fiumi perduti di Carlo Sgorlon e nel 2015 il romanzo L'ultimo canto del Codirosso della scrittrice Stefania Conte, per le edizioni Morganti Editori.

### Simboli
Lo stemma comunale è stato concesso con decreto del presidente della Repubblica del 5 maggio 1952.
Il gonfalone è un drappo partito di bianco e di rosso.

## Monumenti e luoghi d'interesse

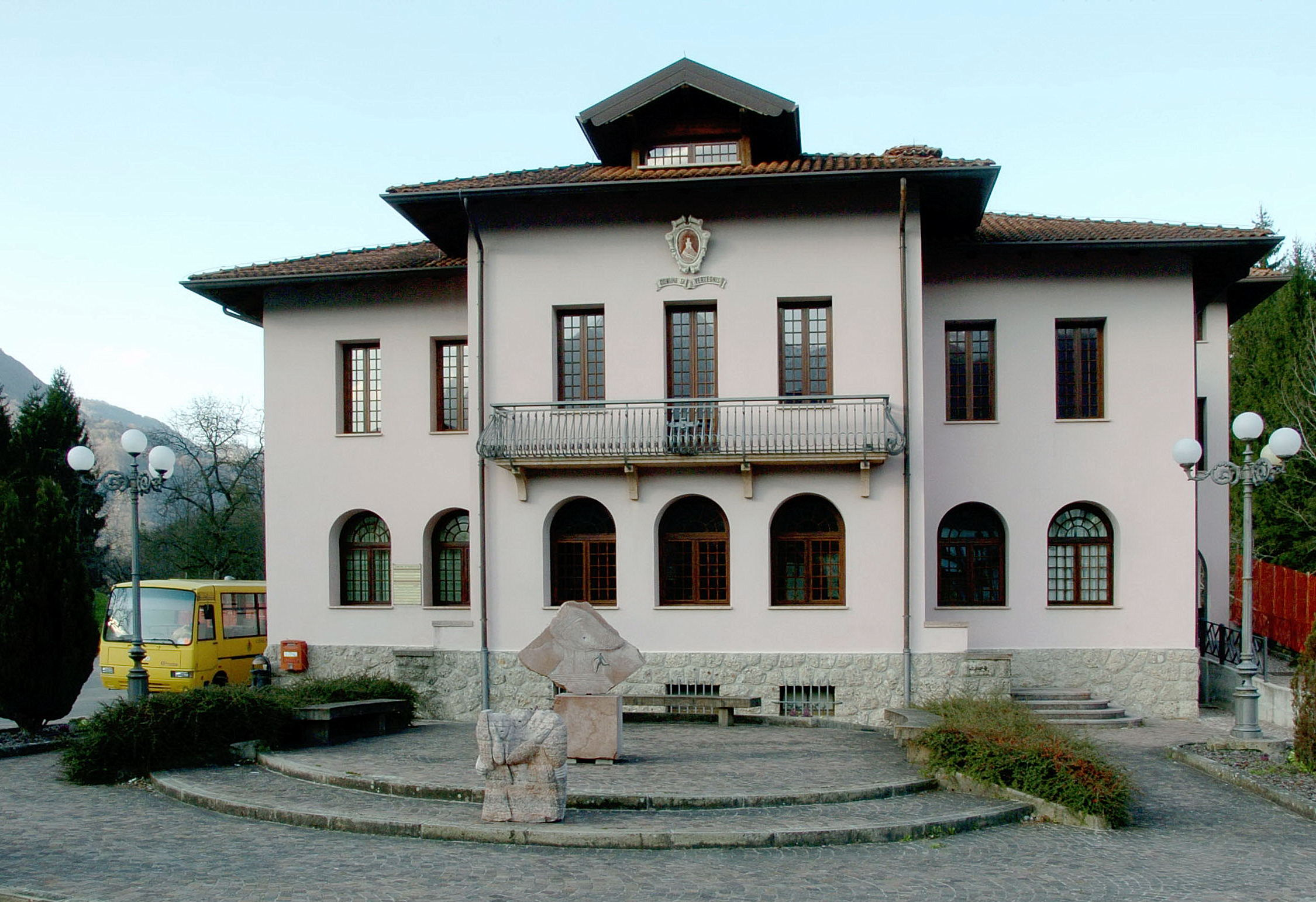
Municipio a Chiaulis

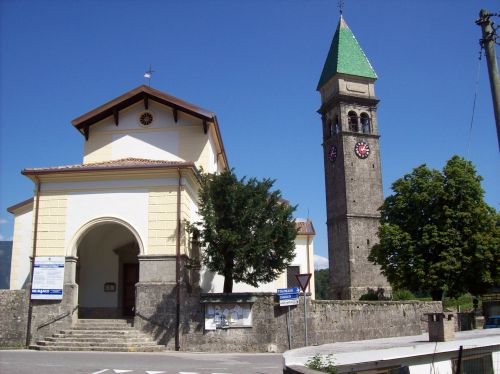
Pieve di San Martino a Villa

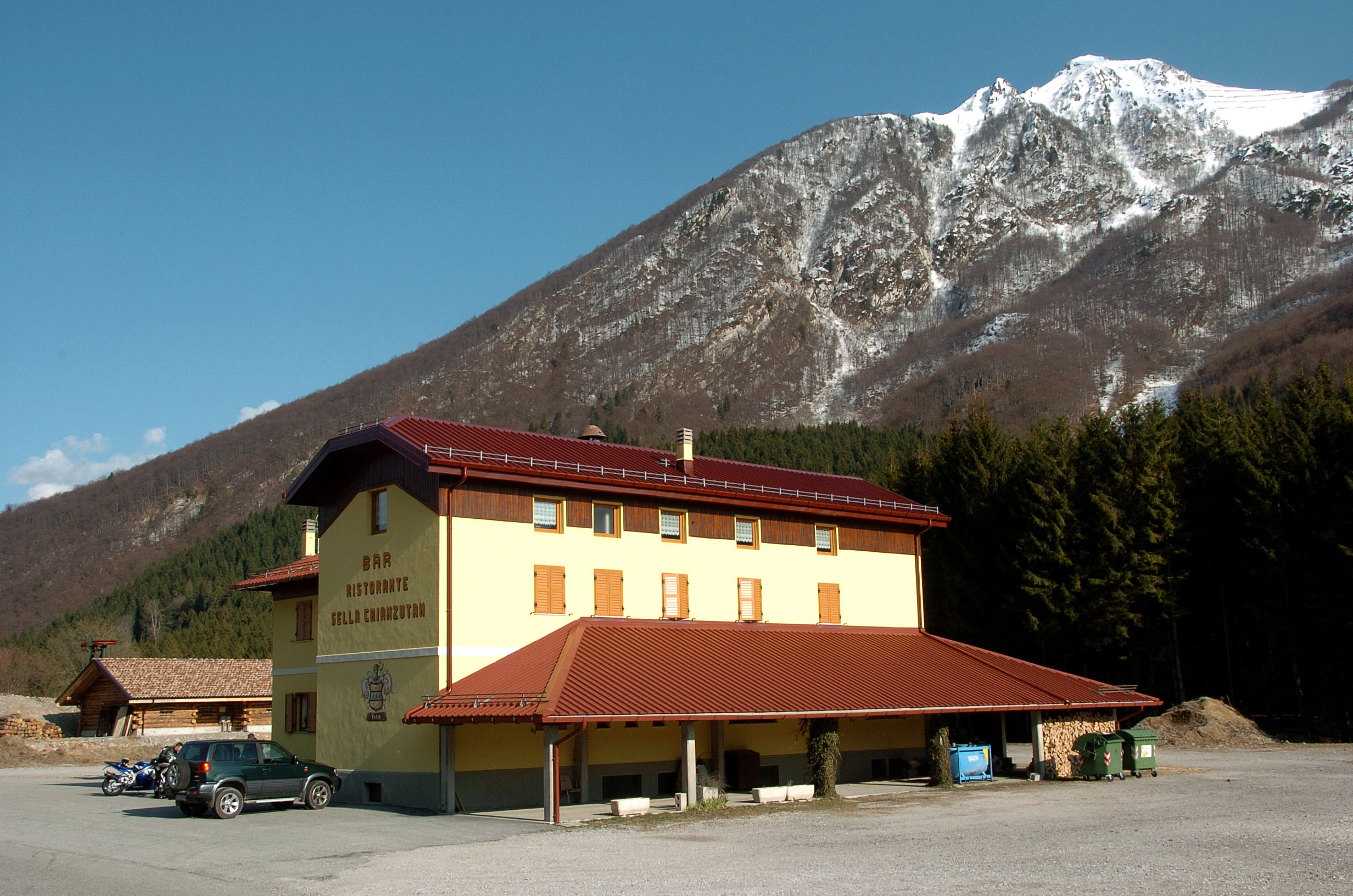
Sella Chianzutan, sullo sfondo il Monte Piombada

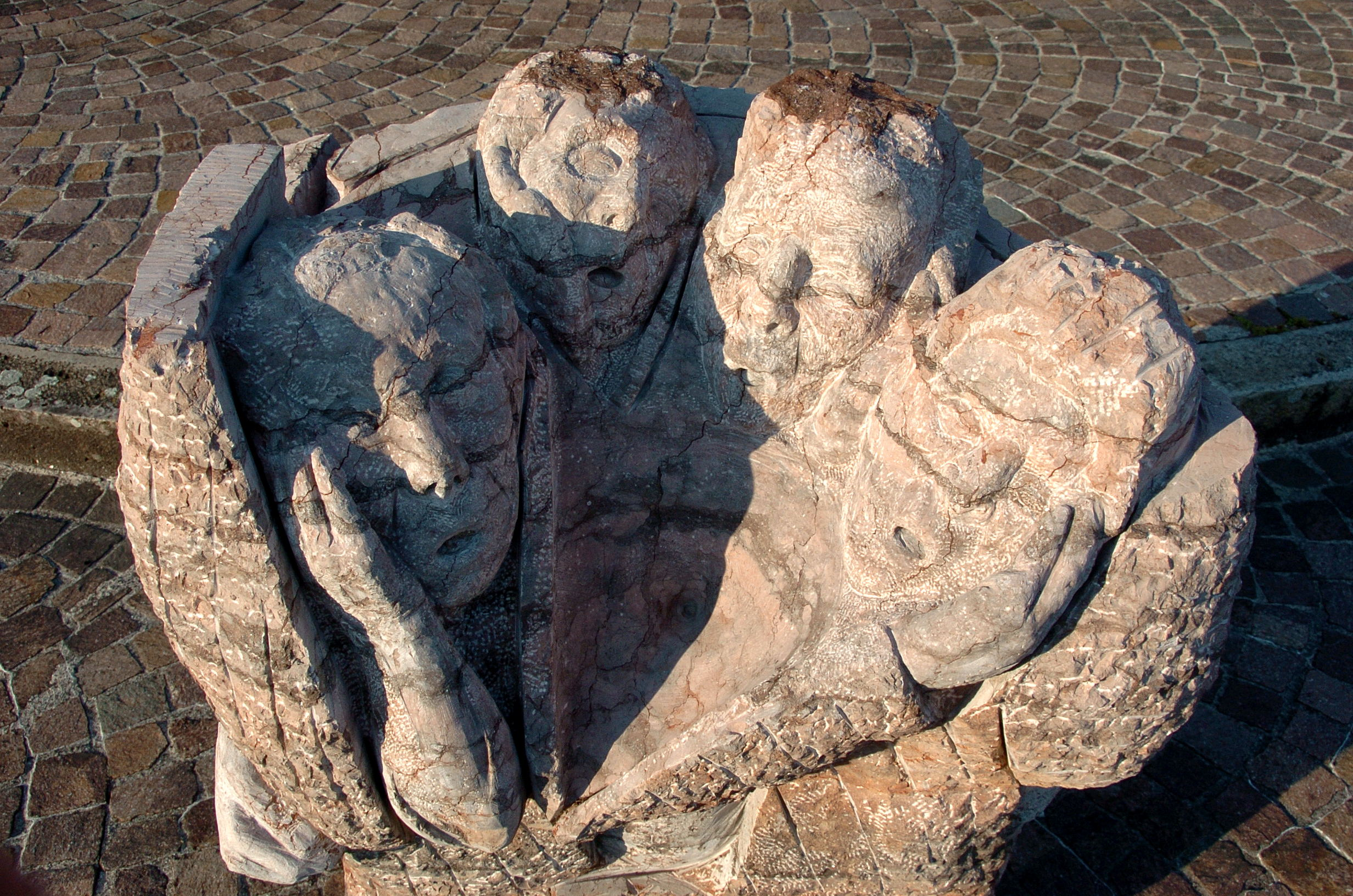
Scultura di marmo vortice di Giuliano Mannucci, posta davanti al municipio a Chiaulis

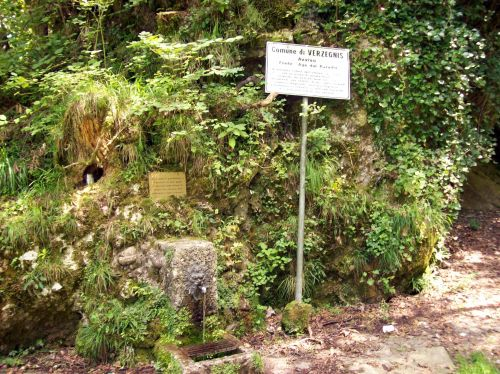
La fonte âga dal paradîsj (acqua del paradiso)

Sopravvivono agli eventi sismici del 1928 e del 1976 alcune case del XVI-XVII secolo, notevoli due costruzioni a Chiaulis e a Chiaicis,
- Pieve di San Martino a Villa, edificata tra il 1730 ed il 1775 sui resti di un preesistente edificio gotico.
- Art Park, a Villa di Verzegnis, museo all'aperto d'arte contemporanea ideato e promosso da Egidio Marzona. Parte del sistema museale della Carnia, l'Art Park è visitabile tutto l'anno, senza vincoli di orario ed espone opere di artisti di fama internazionale:
  - Untitled, Carl Andre (2000-2005)
  - Untitled, Robert Barry (1999)
  - Two-Way Mirror Triangle, Dan Graham (1998)
  - Untitled, Robert Grosvenor (1979-2001)
  - Fire on Ice, Stephen Kaltenbach (2007)
  - Untitled, Peter Kogler (2009)
  - HRZL 1, Sol LeWitt (1990)
  - Untitled, Bernd Lohaus (1989)
  - Untitled, Bernd Lohaus (2001)
  - Tagliamento River Stone Ring, Richard Long (1996)
  - Truncated Pyramid Room, Bruce Nauman (1987-1990)
  - Opera senza titolo, Richard Nonas (1993)
  - Taken to Another Point, Laurence Weiner (1992)
  - SoftIce, Nick Lee Darknet (1999)
- La via del marmo, l'iniziativa è volta alla valorizzazione degli impianti dismessi della cava "Lavoreit Ros". La via storica del marmo verso valle è infatti costituita da una teleferica, che non è più utilizzata (attualmente il trasporto avviene su gomma lungo una strada che scende dalla cava fino a Sella Chianzutan). La "via" parte da Sella Chianzutan (in località "la Canaleta") ed attraversa le casere "Mongranda", "Presaldon" (oggi rifugio alpino) e "Val" (in disuso ma in fase di ristrutturazione).
- La grotta del "Magico Alverman" (o grotta del "Riu Muart" - "Rio Morto"), censita nel 1995, la grotta del Magico Alverman è la più interessante delle 42 grotte conosciute del monte Verzegnis e si snoda su una lunghezza di 1308 metri.
- La âga dal paradîsj/L'acqua del paradiso, sulla strada che unisce Villa Santina e Chiaicis, sopra Riviasio, si trova una fonte d'acqua ritenuta salutare, tanto da meritarsi l'appellativo di "acqua del paradiso". Benché sia conosciuta da sempre dalla popolazione di Verzegnis, aveva dal dopoguerra subìto un progressivo abbandono manutentivo, in tempi recenti grazie all'iniziativa di alcuni volontari, la fonte è stata ripristinata e vi attingono regolarmente sia residenti che forestieri tra i quali si è sparsa la voce della sua esistenza.

## Società

### Evoluzione demografica
Abitanti censiti

### Lingue e dialetti
A Verzegnis, accanto alla lingua italiana, la popolazione utilizza abitualmente la lingua friulana. Ai sensi della Deliberazione n. 2680 del 3 agosto 2001 della Giunta della Regione autonoma Friuli-Venezia Giulia, il Comune è inserito nell'ambito territoriale di tutela della lingua friulana ai fini della applicazione della legge 482/99, della legge regionale 15/96 e della legge regionale 29/2007.
La lingua friulana che si parla a Verzegnis rientra fra le varianti appartenenti al friulano carnico.

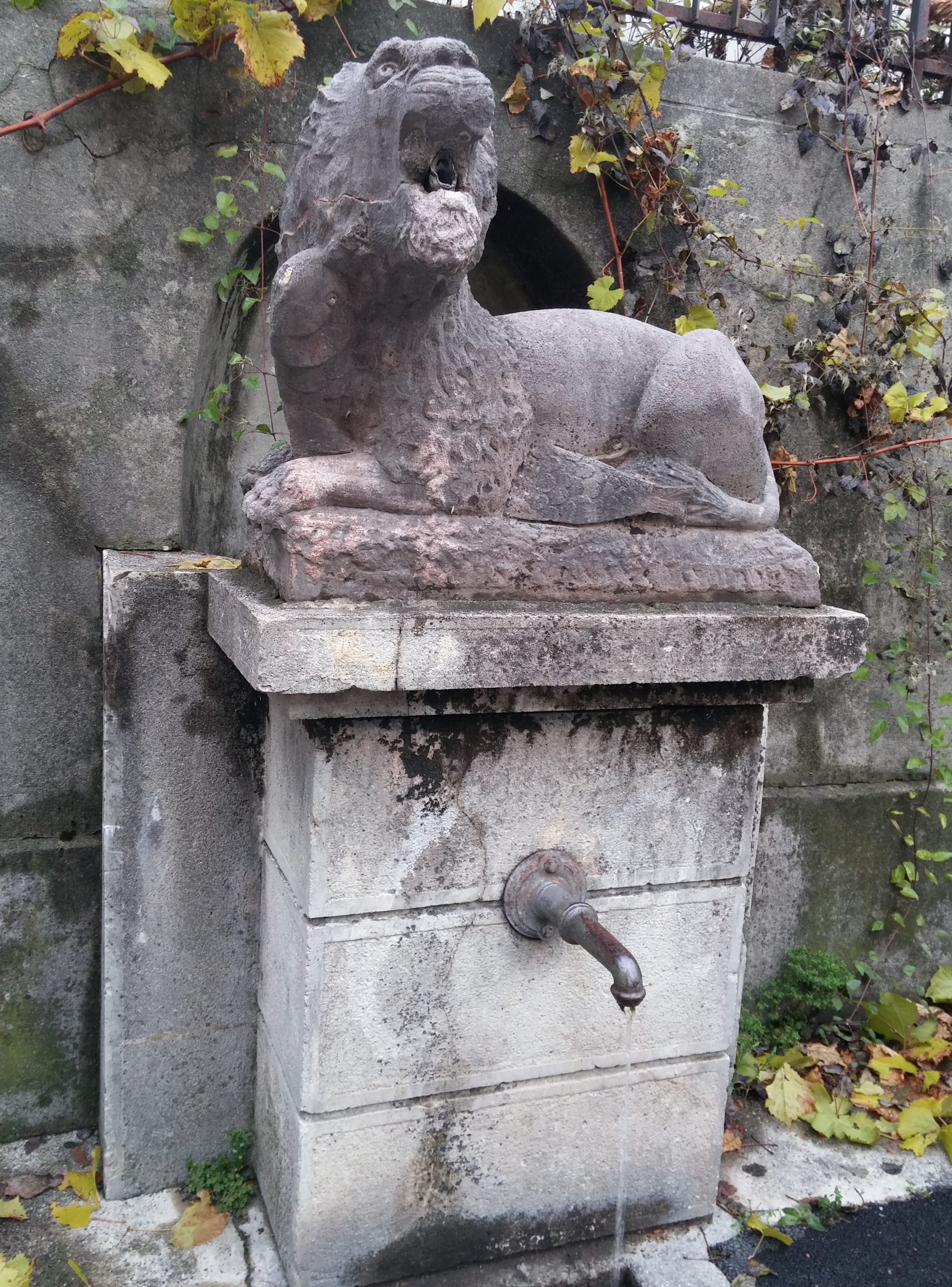
La fontana con Leone di Chiaicis

La variante del friulano parlata a Verzegnis rientra nella classe caratterizzata da terminazione delle parole "modificanti" in -a, anziché in -e, per cui, ad esempio, la parola "casa", femminile, è al singolare "cjasa" (il plurale si ottiene in modo regolare aggiungendo la -s: "cjasas").
Come accade per le altre varianti carniche del friulano, quella di Verzegnis è più ricca di suoni rispetto al friulano standard, in quanto sono ancora presenti molti dittonghi vocalici (per esempio la parola "neve" in verzegnese si dice "neif", mentre in friulano vale "nêf") e sono presenti i suoni sibilanti tipici dei dialetti carnici: la s sibilante palatale sorda (che si pronuncia come il suono italiano rappresentato dal digramma "sc" in "scena") e la s sibilante palatale sonora (che si pronuncia come la "j" francese).

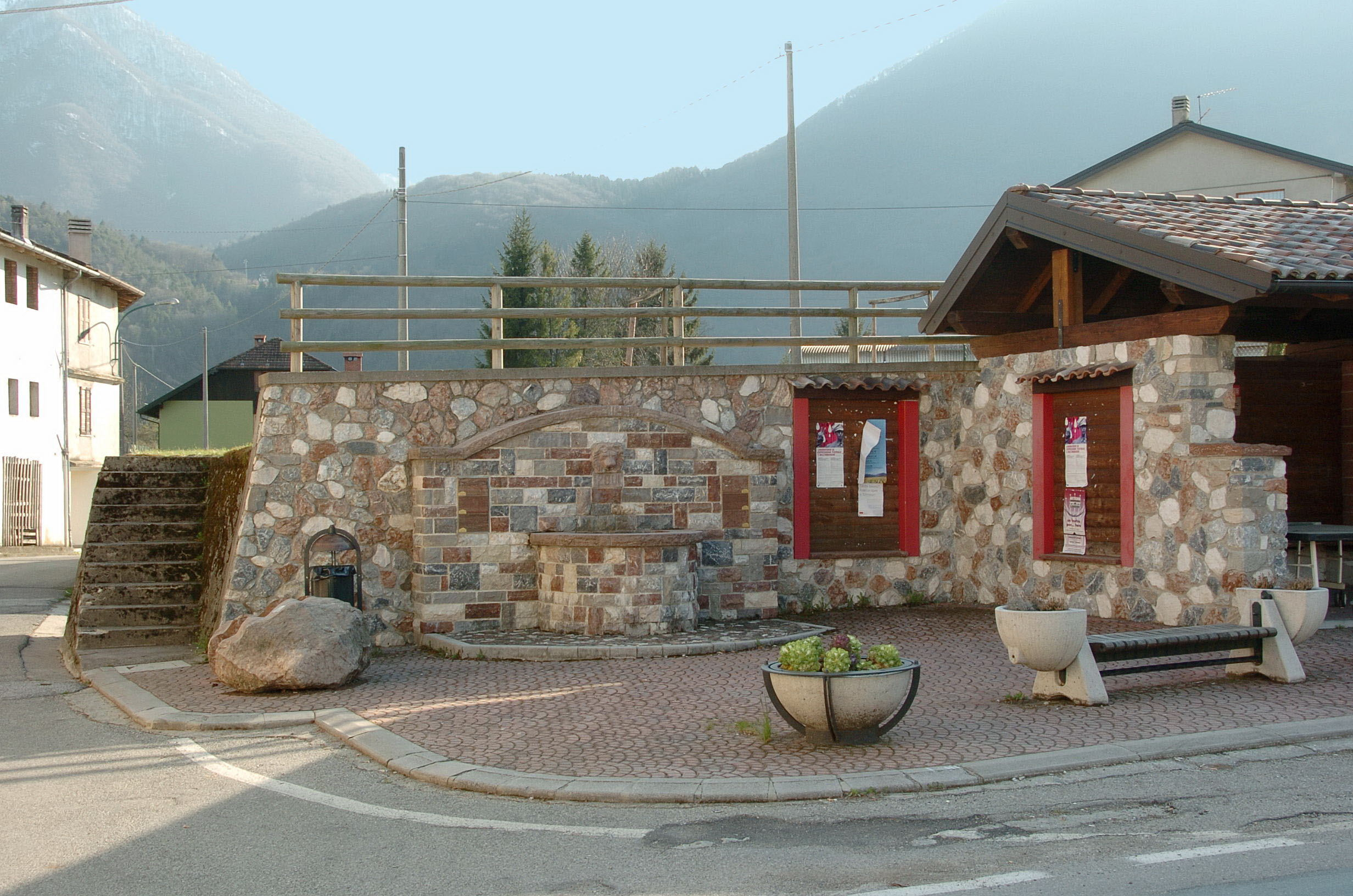
Fontana a Chiaicis

In lingua friulana gli abitanti di Verzegnis sono denominati "gnaus" (plurale di "gnau" = "rapa", in carnico).
- I leons, i rocs, i cinisjârs e i peçotârs

I verzegnesi utilizzano tra di loro dei soprannomi collettivi riferiti agli abitanti di ciascuna delle quattro frazioni principali (ma tale tradizione sta scomparendo).
Gli abitanti di Chiaicis vengono chiamati "leons" (= leoni); quelli di Intissans "rocs" (=arieti/montoni); quelli di Chiaulis "peçotârs" (=straccivendoli); quelli di Villa "cinisârs" (=cenerai).
Curiosamente, nella piazza centrale di Chiaicis e di Intissans esistono due fontane sormontate da due opere scultoree raffiguranti un leone ed un ariete rispettivamente.

## Cultura

### Eventi
- Premio per la poesia Giso Fior

Concorso internazionale di poesia, intitolato all'omonimo illustre poeta di Verzegnis Giso Fior (Gjiso Fiôr) (1916-1978). Cadenza biennale.
Il concorso in un primo tempo era rivolto agli autori in lingua friulana (la lingua madre del poeta) ma premia attualmente anche la produzione in ladino e nelle altre lingue minoritarie alpine.
- La scultura in rosso

Simposio internazionale di scultura sul marmo rosso di Verzegnis, a Sella Chianzutan, si svolge con frequenza biennale nel mese di agosto.
Il marmo di Verzegnis (chiamato "marmo rosso di Verzegnis" per la sua tipica colorazione rossa) viene estratto da una cava a cielo aperto che si estende sul versante nord-est del monte Lovinzola a quota 1690 s.l.m. La cava prende il nome di "Lavoreit Ros".
L'attività estrattiva, a partire dal 1922, quando fu scoperta la materia prima, ha vissuto fasi alterne. È ripresa nel 2000, in seguito a radicali lavori di riprogettazione delle infrastrutture viarie della cava, che hanno reso nuovamente economicamente vantaggiosa l'attività.
È stato proprio in tale anno che ha avuto luogo la prima edizione de "La scultura in rosso". Gli artisti partecipanti con la propria ispirazione scultorea danno vita ai blocchi di marmo estratto dalla cava Verzegnis.
Nel 2010 l'evento ha avuto la sua sesta edizione.
- Scarponata a Lavoreit Ros

Corsa non competitiva in montagna, a Sella Chianzutan, nel mese di agosto.
Dall'altitudine di 955 m di Sella Chianzutan, i partecipanti raggiungono a piedi "Lavoreit Ros", la cava di marmo di Verzegnis (altitudine 1690 s.l.m.).
- Cronoscalata Verzegnis-Sella Chianzutan

Corsa automobilistica di velocità in salita, Verzegnis-Sella Chianzutan.
Per l'occasione, un gran numero di persone, fra troupe automobilistiche e visitatori, giunge nel comune.
Si svolge con frequenza annuale; nel 2015 l'avvenimento ha raggiunto la 46ª edizione.
- Perdon dal Rosari

A Villa di Verzegnis. Si svolgeva il primo fine settimana di ottobre. Attualmente questa festa è stata abolita.
La festa si svolgeva nella seguente maniera:
- Festa religiosa con S. Messa e processione lungo le vie del paese.
- Mostra mercato e degustazione dei prodotti tipici locali e della Carnia.
Organizzata dal comitato parrocchiale della pieve di San Martino e dal Circolo Culturale.
- San Nicolò (di Bari)

Sera del 5 dicembre. Chiaicis. Nella sera precedente alla ricorrenza della propria festa, San Nicolò, il patrono della frazione di Chiaicis, annunciato per le strade dal suono di un campanello e aiutato da giovani donne vestite con il costume carnico, visita "di persona" le case portando doni ai bambini di Chiaicis.
- Festa Di Primavera

Festa organizzata dal circolo culturale di Verzegnis.
Si svolge in una delle borgate di Verzegnis (Dueibis, Pusea, Assais e Fuignis).
La prima edizione si è svolta nel maggio del 2007 a Dueibis, con un'ampia affluenza di pubblico.
La festa consiste in: musica a 360° con DJ; giochi tradizionali; pranzo nei prati della borgata scelta.
- Torneo Interfrazionale

Torneo di calcio a 7 su erba, che si svolge ogni anno il giorno di Ferragosto presso il campo comunale, e che vede impegnate 4 squadre, rappresentanti le frazioni del comune di Verzegnis. La formula è quella del girone "all'italiana", per un totale di 6 incontri. Se una partita finisce in parità, si procede ai calci di rigore (2 punti per la vincente, 1 per la perdente). In caso di parità di punti, si tiene conto dell'esito dello scontro diretto. Viene inoltre assegnato il premio al capocannoniere del torneo.
- Ferragosto a Chiaicis

Tradizionale sagra estiva della durata (solitamente) di 3 giorni, che si svolge nella frazione di Chiaicis nei giorni di Ferragosto. Le serate vengono allietate da musica dal vivo. Durante la sagra avvengono le premiazioni del Torneo Interfrazionale (vedi sopra).

## Geografia antropica
È costituito da numerosi abitati definiti "borgate", i cui centri più popolati si trovano a valle mentre, quelli più a monte sono ormai quasi del tutto abbandonati. La maggior parte degli abitanti risiede nei quattro centri principali (tra parentesi il nome in friulano standard e in variante locale se diversi):
- Chiaicis (Cjaicis / Cjaiças) 251 abitanti
- Chiaulis (Cjaulis / Cjauias) (sede municipale) 180 abitanti
- Intissans (Dintissans / Dintissjans) 172 abitanti
- Villa (Vile / Vila) 169 abitanti

e in tre abitati minori:
- Santo Stefano (San Scjefin) 10 abitanti
- Riviasio (Ruviâs) 20 abitanti
- Marzovalis (Marzovalas) 40 abitanti - quest'ultimo sviluppatosi a partire dagli anni ottanta.

Riuniti insieme formano il comune con il nome di Verzegnis, che è anche il nome del monte (1.915 s.l.m) che sovrasta le quattro frazioni e del lago artificiale creato dalla SADE nel 1957 sbarrando il flusso al torrente Ambiesta (Dimbiesta), per alimentare la centrale idroelettrica di Somplago (Somplât). In passato esistevano altri cinque centri abitati:
- Assais (Dassaias)
- Dueibis (Dueibis / Dueibas)
- Pusea (Pusee / Pusjea)
- Pozzis (Pocis / Poças)
- Fuignis (Fuignas)

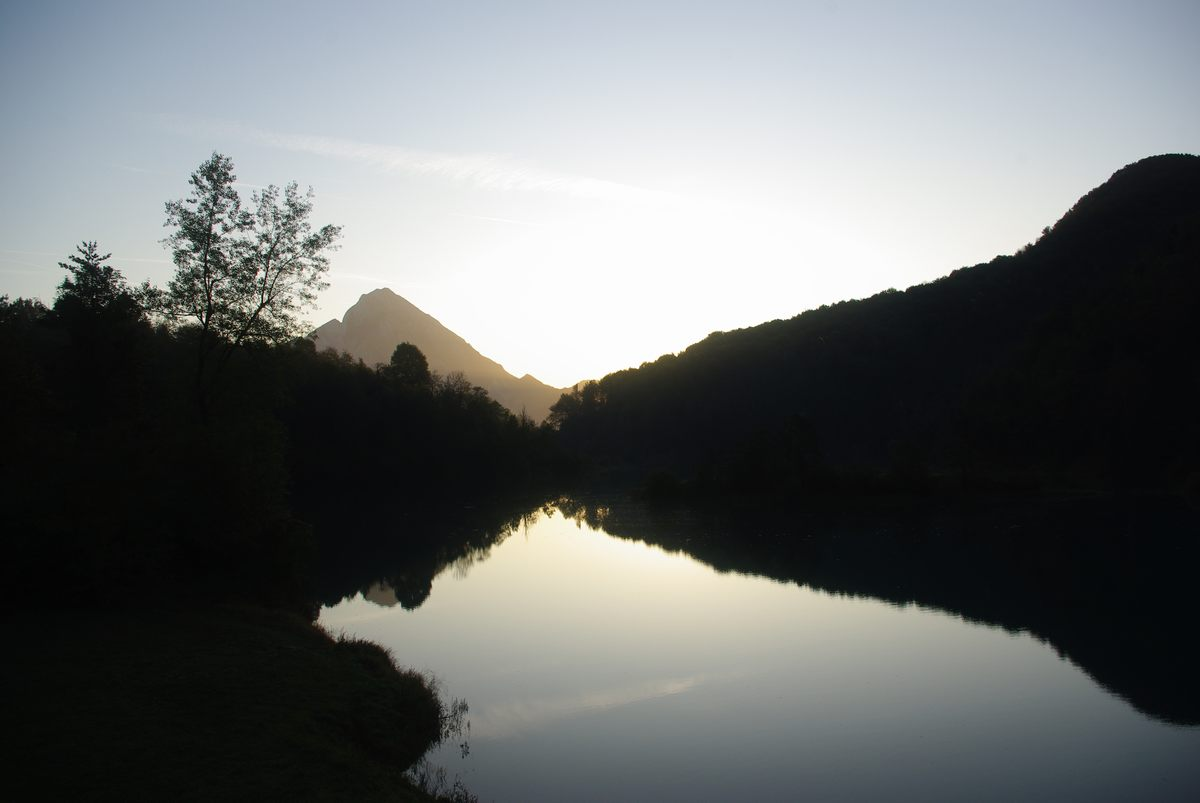
Lago di Verzegnis con il Monte Amariana sullo sfondo

Queste borgate sono situate in zone boschive piuttosto isolate, questo è uno dei motivi per cui sono state abbandonate definitivamente nel corso del Novecento dagli abitanti originari (solitamente con discesa verso le frazioni maggiori). Recentemente sono state restaurate alcune case a Pozzis (prevalentemente da parte di persone non residenti a Verzegnis). A Pozzis, Assais e Dueibis, risiedono complessivamente meno di 10 abitanti.
In località Sella Chianzutan (l'abitato ad altitudine più elevata: tra 950- 1250 mt) fino a qualche anno fa, da dicembre a marzo venivano aperti degli impianti sciistici (due piste da discesa, una di fondo e una discesa per le slitte) ma non sono più utilizzati. Nella frazione di Chiaicis risiede la scuola dell'infanzia; nell'abitato di Santo Stefano ha sede la scuola elementare; nella frazione di Chiaulis è situato l'ambulatorio medico. Il campo di calcio è realizzato a Villa.

## Amministrazione
Il comune fa parte dell'associazione intercomunale Conca Tolmezzina costituita nel 2006 insieme ai comuni di Amaro, Cavazzo Carnico e Tolmezzo.